# Göran Lindahl (företagsledare)
Göran Lindahl, född 1945 i Umeå, är en svensk civilingenjör, företagsledare och VD för ABB 1997–2000.
Lindahl blev civilingenjör i elektroteknik vid Chalmers tekniska högskola 1971, och började då sin karriär på dåvarande ASEA. 1985 utsågs han till chef för kraftöverföringsdivisionen och 1986 blev han medlem av ASEA:s koncernledning. Han utsågs till vice vd i ABB och medlem av företagets nya koncernledning när ABB bildades 1988 genom samgåendet mellan ASEA och schweiziska Brown Boveri. Lindahl var ansvarig för segmentet kraftöverföring och kraftdistribution och vid olika tillfällen för verksamheten i stillahavsområdet, på indiska halvön, i Mellanöstern och i Nordafrika.
Lindahl efterträdde Percy Barnevik på ABB 1997 men fick avgå 2000 efter stora problem på företaget. Det var sedan meningen att han skulle vara ledamot i styrelsen, men det blev inte heller långvarigt. Han blev känd för en bredare krets för pensionsaffären i ABB 2002, som slutade med en förlikning där Lindahl och Barnevik återbetalade en stor del av sina pensioner från ABB.
Lindahl är ledamot Ingenjörsvetenskapsakademien sedan 1998 och hedersdoktor vid Chalmers.